# Alexandr Chejirkin
Alexandr Konstantínovich Chejirkin –en ruso, Александр Константинович Чехиркин– (Konstantinovsk, 13 de marzo de 1986) es un deportista ruso que compite en lucha grecorromana.
Ganó una medalla de oro en el Campeonato Mundial de Lucha de 2018 y una medalla de oro en el Campeonato Europeo de Lucha de 2016. En los Juegos Europeos de Minsk 2019 obtuvo una medalla de oro en la categoría de 77 kg.

## Palmarés internacional
| Campeonato Mundial | Campeonato Mundial  | Campeonato Mundial | Campeonato Mundial |
| Año                | Lugar               | Medalla            | Categoría          |
| ------------------ | ------------------- | ------------------ | ------------------ |
| 2017               | París (Francia)     | DSC                | 75 kg              |
| 2018               | Budapest (Hungría)  | Medalla de oro     | 77 kg              |
| Juegos Europeos    |                     |                    |                    |
| Año                | Lugar               | Medalla            | Categoría          |
| 2019               | Minsk (Bielorrusia) | Medalla de oro     | 77 kg              |
| Campeonato Europeo |                     |                    |                    |
| Año                | Lugar               | Medalla            | Categoría          |
| 2014               | Vantaa (Finlandia)  | Medalla de oro     | 75 kg              |